# Borîsivka, Novohrad-Volînskîi
Borîsivka (în ucraineană Борисівка) este un sat în comuna Didovîci din raionul Novohrad-Volînskîi, regiunea Jîtomîr, Ucraina.

## Demografie
Componența lingvistică a localității Borîsivka
     Ucraineană (99,76%)
     Alte limbi (0,24%)
Conform recensământului din 2001, majoritatea populației localității Borîsivka era vorbitoare de ucraineană (99,76%), existând în minoritate și vorbitori de alte limbi.